# زیبابین (فیلم ۱۹۶۶)
«زیبابین» (انگلیسی: Kaleidoscope (1966 film)) فیلمی در ژانر سرقت است که در سال ۱۹۶۶ منتشر شد. از بازیگران آن می‌توان به وارن بیتی، سوزانا یورک، اریک پرتر، و جین برکین اشاره کرد.